# نیدر-هیلبرسهایم
نیدر-هیلبرسهایم (به آلمانی: Nieder-Hilbersheim) یک شهر در آلمان است که در ماینتس-بینگن واقع شده‌است. نیدر-هیلبرسهایم ۶۲۹ نفر جمعیت دارد.